# میوکلونوس
میوکلونوس (به انگلیسی: Myoclonus) تکان ناگهانی عضلانی در یک عضله یا گروهی از عضلات را میوکلونوس می‌گویند. حرکات میوکلونوس را نمی‌توان کنترل یا متوقف کرد زیرا غیرمنتظره و تصادفی هستند. در بیشتر موارد، میوکلونوس طبیعی است و افراد سالم آن را تجربه می‌کنند. با این حال، در برخی موارد، این نشانه هر بیماری زمینه ای است.